# Noreen Corcoran
Noreen M. Corcoran (* 20. Oktober 1943 in Quincy, Massachusetts; † 15. Januar 2016 in Van Nuys, Kalifornien) war eine US-amerikanische Schauspielerin, die vor allem durch ihre Fernsehauftritte Bekanntheit erlangte.

## Leben
Noreen Corcoran war eines von insgesamt acht Kindern von William Corcoran (1905–1958) und Kathleen McKenney (1917–1972). Vier der Geschwister begannen Karrieren in Film und Fernsehen. Neben Noreen Corcoran bestand die Schauspielerfamilie aus Donna (* 1942), Kevin (1949–2015) und Kelly Corcoran (1958–2002).
Nach dem Umzug der Familie 1947 nach Santa Monica arbeitete der Vater als Hausmeister in den Studios der Metro-Goldwyn-Mayer, was seine Kinder so mit dem Filmgeschäft in Verbindung brachte. Ihre erste kleine Rolle erhielt die damals achtjährige Noreen Corcoran 1951 im Western Trommeln des Todes. Nach dem Schulabschluss an der Providence High School in Burbank besuchte sie von 1962 bis 1964 die California State University, ohne dort jedoch einen Abschluss zu erhalten.
Zu Beginn der 1950er Jahre war Corcoran zumeist lediglich Gast in Fernsehshows sowie in Neben- oder Statistenrollen großer Filmproduktionen zu sehen, darunter 1953 als junge Bess in Die Thronfolgerin oder 1957 als zwölfjährige Manty in Weint um die Verdammten. Viele ihrer Auftritte zu dieser Zeit waren im Abspann ungenannt. Bekanntheit erlangte Corcoran schließlich durch ihre Hauptrolle in der Fernsehserie Bachelor Father an der Seite ihres Serienvaters John Forsythe. Die Serie kam in fünf Jahren auf insgesamt 157 Folgen. In den folgenden Jahren war Corcoran in einer Vielzahl von Fernsehserien zu sehen. Hierzu zählen Gastauftritte in Rauchende Colts und Big Valley. 1965 beendete sie ihre Laufbahn als Schauspielerin.
Nach dem Ende ihrer Film- und Fernsehkarriere betätigte sich Corcoran weitestgehend von der Öffentlichkeit zurückgezogen in der Theater- und Tanzszene. Unter anderem arbeitete sie mit Bella Lewitzky in deren Tanzschule zusammen. 2004 ging Corcoran in den Ruhestand. Sie war nie verheiratet, hatte jedoch zeitlebens eine enge Bindung zu ihrem Schauspielkollegen John Forsythe.
Noreen Corcoran starb am 15. Januar 2016 im Alter von 72 Jahren im Valley Presbyterian Hospital an den Folgen einer Blutkreislauf-Erkrankung.

## Filmografie (Auswahl)
- 1951: Trommeln des Todes (Apache Drums)
- 1952: Wait till the Sun Shines, Nellie
- 1952: Schiff ohne Heimat (Plymouth Adventure)
- 1952: Hans Christian Andersen und die Tänzerin (Hans Christian Andersen)
- 1953: Fotograf aus Liebe (I Love Melvin)
- 1953: Die Thronfolgerin (Young Bess)
- 1953: Das Gewand (The Robe)
- 1954: Tanganjika (Tanganyika)
- 1957: Weint um die Verdammten (Band of Angels)
- 1957: Corky und der Zirkus (Circus Boy; Fernsehserie, eine Folge)
- 1957–1962: Bachelor Father (Fernsehserie, 157 Folgen)
- 1963: April entdeckt Rom (Gidget Goes to Rome)
- 1964: Rauchende Colts (Gunsmoke; Fernsehserie, eine Folge)
- 1965: The Girls on the Beach
- 1965: Big Valley (Fernsehserie, eine Folge)